# Rai – Radiotelevisione Italiana
Die Rai – Radiotelevisione italiana S.p.A. (meist nur Rai, früher RAI) ist die staatliche Rundfunkgesellschaft Italiens. Sie unterhält Hörfunk- und Fernsehsender. Das Akronym stand ursprünglich für Radio Audizioni Italiane, wurde bei der Umbenennung 1954 jedoch beibehalten.

## Geschichte
Im August 1924 schlossen sich in Turin die S.A. Radiofono der Marconi Company und die Società Italiana Radio Audizioni Circolari (SIRAC) der RCA zur Unione Radiofonica Italiana (URI) zusammen. Am 6. Oktober 1924 erfolgte aus Rom die erste Sendung der URI, die das alleinige Senderecht erhielt. 1925 folgte die Station Mailand, 1926 die Station Neapel.
Im November 1927 wurde die URI durch den Ente Italiano per le Audizioni Radiofoniche (EIAR) ersetzt, zu dessen Aktionären General Electric, die Società Idroelettrica Piemontese (SIP) und Fiat gehörten. Neue Stationen entstanden in Bozen, Genua, Turin, Palermo, Triest, Florenz und Bari. Im Jahr 1930 wurde die Kurzwellenstation Prato Smeraldo eröffnet. 1933 begann der Betrieb eines zweiten Sendernetzes (Mailand II und Turin II). Ab circa 1935 gab es einen Fremdsprachendienst, darunter auch Nachrichten auf Deutsch (eingestellt 2007). 1935 ging die Verantwortung für die Radioprogramme auf das Ministerium für Presse und Propaganda über. 1937 starteten ein drittes Hörfunkprogramm und der experimentelle Fernsehsender Monte Mario.
Im Februar 1945 wurde die Umbenennung des EIAR in Radio Audizioni Italia (RAI) wirksam. Nach dem Start des regulären Fernsehens am 3. Januar 1954 erfolgte am 10. April desselben Jahres die Umbenennung in Radiotelevisione Italiana. Zwei Jahre später erreichten die Fernsehsignale das gesamte italienische Staatsterritorium. Auf Grund der hohen Anschaffungskosten für ein Fernsehgerät gab es damals jedoch erst wenige Teilnehmer (360.000). 1961 bzw. 1979 folgten das zweite bzw. dritte Fernsehprogramm der RAI.
1976 wurde vom Verfassungsgerichtshof das bis dahin bestehende Monopol der RAI zugunsten lokalen Privat-Rundfunks aufgehoben. In den Folgejahren fehlte es an gesetzlichen Regelungen, so dass sich de facto mehrere landesweite Privat-Fernsehprogramme etablieren konnten.
Im Zuge einer Restrukturierung der Rai wurden am 18. Mai 2010 Rai Uno in Rai 1, Rai Due in Rai 2, Rai Tre in Rai 3, Rai Sport in Rai Sport 1 und Rai Sport Più in Rai Sport 2 umbenannt. Des Weiteren wurden zwei neue Sender eingeführt: Rai 5 und Rai Storia. Die Logos der Fernsehprogramme wurden ebenfalls verändert.
2018 wurde bekannt gegeben, dass Rai sich gemeinsam mit der deutschen Rundfunkanstalt ZDF und der französischen Rundfunkanstalt France Télévisions an der Koproduktionsgemeinschaft European Alliance beteiligt.

## Organisation
Die Rai ist als staatliche Aktiengesellschaft organisiert. An der Spitze steht der Verwaltungsrat (Consiglio di Amministrazione, Board of Directors) mit einem Vorsitzenden. Dem CEO (Amministratore Delegato) sind einige Bereiche direkt zugeordnet, darunter die Berichterstattung aus dem Präsidentenpalast (Rai Quirinale) und dem Vatikan (Rai Vaticano).
Der Verwaltungsbereich (Direzione Generale Corporate) gliedert sich in Finanzen, technische Infrastruktur und Immobilien einschließlich Regional- und Auslandsbüros (Sedi Regionali ed Estere) sowie weitere Gebiete wie Personalverwaltung (Risorse Umane) und Rundfunkarchiv (Rai Teche).
Der Programmbereich gliedert sich in vier Gebiete:
- Radio: Radio 1 (mit den Nachrichtenredaktionen GR1, GR2, GR3 und GRP), Radio 2, Radio 3 und Isoradio
- Nachrichtenredaktion (Testate): TG1, TG2, TG3, Rai News, Rai Sport, Rai Parlamento und TGR (Testata Giornalistica Regionale) mit italienischsprachigen Außenstellen in jeder der 20 Regionen Italiens sowie den Redaktionen der Minderheitssprachen:[25] einer deutschen und einer ladinischen Redaktion in der Provinz Bozen und einer slowenischen Redaktion in der Region Friaul; die französische Redaktion in der Aostatal ist der dortigen italienischen Redaktion zugeordnet
- Fernsehkanäle (Rai 1, Rai 2, Rai 3, Rai Ragazzi mit Rai Gulp u. a., Rai Cultura mit Rai 5 u. a., Rai Gold mit Rai 4 u. a., Rai Fiction) und Fernsehgenres
- Fernsehproduktion mit Produktionszentren in Rom, Mailand, Neapel und Turin.

Zu den Tochterunternehmen der Rai zählen u. a. Rai Cinema, Rai Com (Vermarktung), Rai Pubblicità (Werbekonzessionär) und Rai Way (Sendenetz).

### Einige Logos
|                                                                        |                                                                                     |                                                                              |                                                                                                   |
| Rai Way Ausstrahlungs-Netzwerk für die Verbreitung des Rundfunksignals | Rai Italia betreibt die Sender Rai Italia für Amerika, Asien, Australien und Afrika | Rai Vaticano überträgt Sendungen aus dem Vatikan                             | Rai Parlamento betreibt die Kanäle GR Parlamento, Senato della Repubblica und Camera dei deputati |
|                                                                        |                                                                                     |                                                                              |                                                                                                   |
| Rai Giornale Radio die Radio-Nachrichtenredaktion                      | Rai Teche das Rundfunkarchiv                                                        | RaiPlay die Internetpräsenz                                                  | Rai Quirinale überträgt Sendungen aus dem Quirinalspalast des Präsidenten                         |
| Logo                                                                   |                                                                                     |                                                                              |                                                                                                   |
| Rai Cinema Produktionsfirma für Filme                                  | Rai Com fördert die Vermarktungsrechte der Produktionen                             | Rai Orchestra das Rundfunkorchester                                          | Rai Libri Zeitschriftenverlag                                                                     |
|                                                                        |                                                                                     | Logo                                                                         |                                                                                                   |
| Rai Fiction Produktionsfirma für Spielfilme, TV-Filme und Ähnlichem    | Rai Cultura betreibt Ereignis- und Dokumentationskanäle                             | Rai Trade förderte von 1987 bis 2011 die Vermarktungsrechte der Produktionen |                                                                                                   |

## Programme
Derzeit sendet RAI auf 14 terrestrisch übertragenen Fernsehkanälen (Rai 1, Rai 2, Rai 3, Rai 4, Rai 5, Rai Movie, Rai Premium, Rai Gulp, Rai Yoyo, Rai News 24, Rai Storia, Rai Sport, Rai Scuola) und drei landesweiten Radiokanälen in FM (Rai Radio 1, Rai Radio 2, Rai Radio 3). Außer Rai 1, Rai 2, Rai 3 und Rai News 24 sind die anderen TV-Sender zum Teil nicht immer landesweit verfügbar. Mit anderen Technologien werden die Radiokanäle Rai Radio Tutta Italiana, Rai Radio 3 Classica, Rai Radio Techete', Rai Radio Live und Rai Radio Kids ausgestrahlt. Der Radiokanal Rai Isoradio wird nur entlang der Autobahnen und in Rom übertragen. Des Weiteren ist RAI Mitglied des paneuropäischen Fernsehsenders Euronews und überträgt die politisch-orientierten Sender Camera dei deputati bzw. Senato della Repubblica.
In Bozen bestehen neben der italienischsprachigen Redaktion zwei weitere unabhängige Abteilungen: Rai Südtirol produziert deutschsprachige Radio- und Fernsehsendungen (etwa die Tagesschau) für Südtirol, Rai Ladinia tut dasselbe in ladinischer Sprache für Ladinien. Die Programme von Rai Südtirol und Rai Ladinia werden auf einem gemeinsamen Fernseh- und Radiokanal ausgestrahlt. In Triest gibt es eine slowenische, im Aostatal eine französische Redaktion.
Seit 2004 wurden die digitalen Fernsehprogramme der RAI versuchsweise (lokal begrenzt) terrestrisch ausgestrahlt. Der landesweite Ausbau des digitalen Fernsehens wurde 2012 abgeschlossen. Seit 2008 überträgt Rai HD terrestrisch Programme von anderen RAI-Kanälen in HD-Qualität. Weitere in HD übertragene RAI-Sender sind nur mit dem Satellitenrundfunk verfügbar.
Die RAI betreibt den Auslandsfernsehdienst Rai Italia (Rai Italia America, Rai Italia Asia, Rai Italia Africa, Rai Italia Australia und Rai World Premium) weltweit über Satellit, begonnen 1992 als RAI International.
Die Hörfunksendungen auf Kurzwelle wurden am 30. September 2007 eingestellt. Von 1952 bis 1993 erschien die deutschsprachige Hörerzeitschrift Die RAI sendet aus Rom, fortgesetzt von 1995 bis 1998 mit Qui RAI.

### Übersicht der Programme

#### TV-Programme der RAI
|              |                         |                     |                        |             | Logo         |
| Rai 1        | Rai 2                   | Rai 3               | Rai 4                  | Rai 5       | Rai News 24  |
|              |                         | Logo                |                        |             |              |
| Rai Gulp     | Rai Yoyo                | Rai 4K              | Rai Movie              | Rai Scuola  | Rai Sport HD |
|              |                         |                     |                        |             |              |
| Rai Südtirol | Rai Ladinia             | Rai Vd'A            | Rai 3 BIS (slowenisch) | Rai Premium | Rai Storia   |
|              | Logo                    |                     |                        |             |              |
| Rai Italia   | Senato della Repubblica | Camera dei Deputati |                        |             |              |

#### Radio-Programme der RAI
|                   |                       |                      |                          |                      |
| Rai Radio 1       | Rai Radio 2           | Rai Radio 3          | Rai Isoradio             | Rai Südtirol/Ladinia |
|                   |                       |                      |                          |                      |
| Rai Radio 1 Sport | No Name Radio         | Rai Radio 3 Classica | Rai Gr Parlamento        | Rai Radio Trst A     |
|                   |                       |                      |                          |                      |
| Rai Radio Kids    | Rai Radio Live Napoli | Rai Radio Techete'   | Rai Radio Tutta Italiana |                      |

#### Ehemalige TV-Programme der RAI
| Logo           | Logo                         | Logo           | Logo         | Logo                | Logo                |
| RaiSat Album   | RaiSat Art                   | RaiSat Fiction | RaiSat Smash | RaiSat Smash Girls  | RaiSat Show         |
| Logo           | Logo                         | Logo           | Logo         | Logo                | Logo                |
| RaiSat Ragazzi | RaiSat Gambero Rosso Channel | Rai Med        | Yes Italia   | Rai Nettuno Sat Uno | Rai Nettuno Sat Due |
| Logo           | Logo                         | Logo           | Logo         | Logo                | Logo                |
| Rai Test HD    | Rai Futura                   | Rai Doc        | Rai Edu 1    | Rai Edu 2           | Rai Edu Storia      |
| Logo           | Logo                         | Logo           | Logo         | Logo                | Logo                |
| Rai Edu Lab    | Rai Edu Lab1                 | Rai Edu Lab2   | Rai Olimpia  | Rai Utile           | Rai Edu Scuola      |
| Logo           | Logo                         |                |              |                     |                     |
| Rai Extra      | Rai Sport piu                | Rai HD         | Rai Sport 2  |                     |                     |

#### Ehemalige Radio-Programme der RAI
| Logo           | Logo                                                              | Logo            |                   |                 |
| Rai Satelradio | Notturno Italiano (1975–2011; zuvor ab 1952 Notturno dall’Italia) | Radio Rai Sport | Rai Radio 8 Opera | Rai Radio Indie |

## Finanzierung
Das Budget von jährlich rund 2,5 Milliarden Euro wird hauptsächlich durch Rundfunkgebühren sowie durch Werbeeinnahmen finanziert. Die Gebührenregelung stammt aus dem Jahr 1938. Seit einer Gesetzesreform werden die Gebühren seit 2016 gemeinsam mit der Stromrechnung eingezogen. Durch diese Verfahrensumstellung konnte das Gebührenaufkommen deutlich erhöht werden (um 500 Millionen Euro auf nun 2,1 Milliarden Euro), obwohl die pro Haushalt fällige Gebühr gleichzeitig von 113,50 auf 100,00 Euro pro Jahr gesenkt wurde. Zuvor waren nach Schätzungen rund 30 Prozent der Italiener ihrer Zahlungspflicht nicht nachgekommen. Zum Jahr 2017 sank die gesetzliche Gebühr erneut auf nun 90 Euro.

## Präsidenten

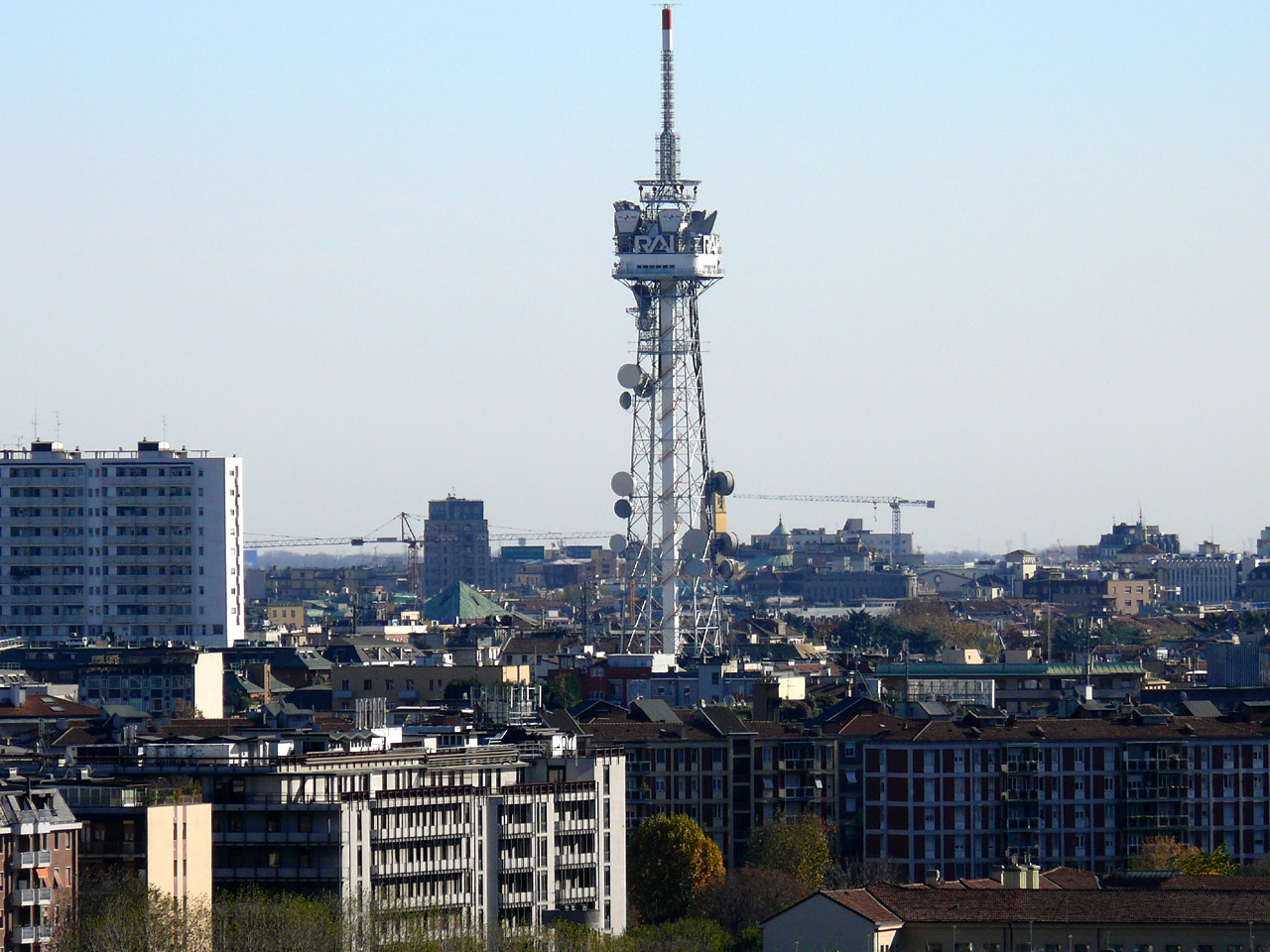
Richtfunkanlage der RAI in Mailand

Logo der RAI von 1987 bis 2000

Logo der RAI
(von 2000 bis 18. Mai 2010)

| Name                  | Amtsantritt        | Amtsende           |
| --------------------- | ------------------ | ------------------ |
| Arturo Carlo Jemolo   | 20. April 1945     | 9. August 1946     |
| Giuseppe Spataro      | 9. August 1946     | 17. Mai 1951       |
| Cristiano Ridomi      | 17. Mai 1951       | 11. März 1954      |
| Antonio Carrelli      | 3. Juni 1954       | 4. Januar 1961     |
| Novello Papafava      | 4. Januar 1961     | 25. März 1964      |
| Pietro Quaroni        | 29. Mai 1964       | 12. April 1969     |
| Aldo Sandulli         | 23. April 1969     | 18. Februar 1970   |
| Umberto Delle Fave    | 24. März 1970      | 22. April 1975     |
| Beniamino Finocchiaro | 23. Mai 1975       | 20. Januar 1977    |
| Paolo Grassi          | 20. Januar 1977    | 12. Juni 1980      |
| Sergio Zavoli         | 12. Juni 1980      | 23. Oktober 1986   |
| Enrico Manca          | 23. Oktober 1986   | 19. Februar 1992   |
| Walter Pedullà        | 19. Februar 1992   | 13. Juli 1993      |
| Claudio Demattè       | 13. Juli 1993      | 12. Juli 1994      |
| Letizia Moratti       | 12. Juli 1994      | 24. April 1996     |
| Giuseppe Morello      | 24. April 1996     | 10. Juli 1996      |
| Vincenzo Siciliano    | 10. Juli 1996      | 21. Januar 1998    |
| Roberto Zaccaria      | 3. Februar 1998    | 16. Februar 2002   |
| Vittorio Emiliani     | 16. Februar 2002   | 22. Februar 2002   |
| Antonio Baldassarre   | 5. März 2002       | 26. Februar 2003   |
| Paolo Mieli           | 7. März 2003       | 13. März 2003      |
| Lucia Annunziata      | 13. März 2003      | 4. Mai 2004        |
| Francesco Alberoni    | 5. Mai 2004        | 31. Mai 2005       |
| Sandro Curzi          | 1. Juni 2005       | 30. Juli 2005      |
| Claudio Petruccioli   | 31. Juli 2005      | 25. März 2009      |
| Paolo Garimberti      | 26. März 2009      | 8. Juni 2012       |
| Anna Maria Tarantola  | 8. Juni 2012       | 5. August 2015     |
| Monica Maggioni       | 6. August 2015     | 25. September 2018 |
| Marcello Foa          | 26. September 2018 | 16. Juli 2021      |
| Marinella Soldi       | 16. Juli 2021      | 10. August 2024    |
| Roberto Sergio        | 10. August 2024    | 1. Oktober 2024    |
| Antonio Marano        | 1. Oktober 2024    |                    |

## Kontroverse mit der Regierung Berlusconi
Die damalige Präsidentin der RAI, Lucia Annunziata, trat am 4. Mai 2004 von ihrem Amt zurück. Die Journalistin, die Oppositionskreisen nahesteht, protestierte damit gegen den „allmächtigen Einfluss“ der Regierung Berlusconi auf die RAI. Sie kündigte, nachdem der Aufsichtsrat der Fernsehanstalt mehrere regierungsnahe Manager für die Leitung von Tochtergesellschaften der RAI vorgeschlagen hatte.

## Sendeanlagen
- Sender Monte Penice
- Sender Portofino
- Sender Santa Palomba (abgerissen)
- Sender Marcianise (stillgelegt)
- Sender Caltanissetta